# Douglas megye (Colorado)
Douglas megye az Amerikai Egyesült Államokban, azon belül Colorado államban található. Megyeszékhelye Castle Rock, legnagyobb városa Highlands Ranch. Lakosainak száma 357 978 fő (2020. április 1.).

## Szomszédos megyék
- Arapahoe megye
- El Paso megye
- Teller megye
- Elbert megye
- Jefferson megye

## Népesség
A megye népességének változása:
| Lakosok száma | 286 909 | 292 393 | 298 417 | 305 963 | 322 387 | 357 978 |
|               | 2010    | 2011    | 2012    | 2013    | 2015    | 2020    |